# جوردن هولت (لاعب كرة قدم)
جوردن هولت (بالإنجليزية: Jordan Holt)‏ هو لاعب كرة قدم بريطاني في مركز الوسط، ولد في 17 مارس 2000 في كارلايل في المملكة المتحدة. لعب مع نادي كارلايل يونايتد.

## وصلات خارجية
- جوردن هولت (لاعب كرة قدم) على موقع Soccerway.com (الإنجليزية)